# Electronic Delay Storage Automatic Computer

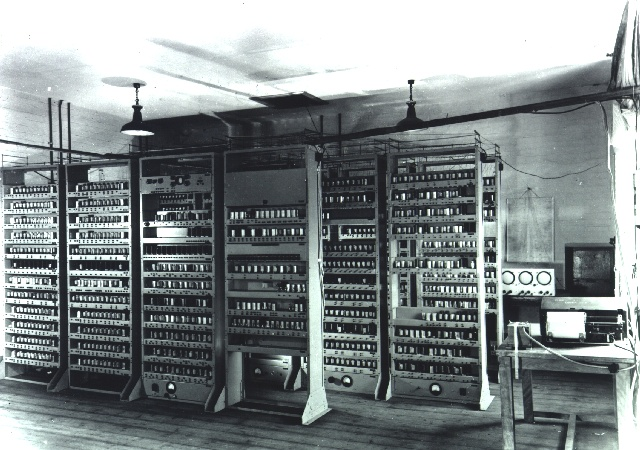
Fotografi av EDSAC I, taget juni 1948

Electronic Delay Storage Automatic Computer (EDSAC) var världens första dator med lagrade program i reguljär användning (Z3 var en experimentmaskin). Den designades och byggdes vid Cambridge i England. Sin första beräkning gjorde EDSAC 6 maj 1949.
Det gjorde också en kommersiell variant kallad LEO I.